# José Pilar Reyes
José Pilar Reyes Requenes (12 d'octubre de 1955) és un exfutbolista mexicà.

## Selecció de Mèxic
Va formar part de l'equip mexicà a la Copa del Món de 1978.